# Casa al carrer Abell, 21 (Canet de Mar)
La Casa al carrer Abell, 21 és una obra eclèctica de Canet de Mar (Maresme) protegida com a Bé Cultural d'Interès Local.

## Descripció
Es tracta d'una casa de planta baixa entre mitgeres amb una eixida posterior.
També aquí s'observa una voluntat d'acabament de la casa i d'introduir els elements formals sense oblidar els funcionals: veure les obertures de ventilació al cel ras. El coronament del terrat està format per decoració de tipus vegetal però té unes dimensions excessives pel que és la casa pròpiament. Terra cuites a la llinda de les finestres i porta, decoració floral.